# TMPFS
tmpfs trata-se de um sistema de arquivos que não armazena as informações em dispositivos de armazenamento persistente como HD, memória flash, disquete, CD, DVD, etc. Em vez disso, manipula informações diretamente na memória RAM, assim como o procfs.
Muitas distribuições Unix habilitam e usam o tmpfs (nativo no Linux desde o núcleo 2.4 ) como padrão ao diretório /tmp ou para compartilhamento de memória.
Ele pode ser observado através do seguinte comando:
```
$ df --human-readable --type=tmpfs
Filesystem      Size  Used Avail Use% Mounted on
tmpfs           788M  1,5M  786M   1% /run
tmpfs           3,9G   52K  3,9G   1% /dev/shm
```

O comando acima exibe a utilização de espaço de diretórios montados pelo sistema de arquivos tmpfs.
/dev/shm é uma opção com melhor desempenho I/O se comparada ao tradicional diretório para arquivos temporários /tmp.
O sistema de arquivos tmpfs, como qualquer filesystem que utiliza memória RAM, tem todo o seu conteúdo perdido após o boot. Entretanto, pode ser uma ótima opção para gravação de arquivos temporários.
O uso do tmpfs também pode ser muito benéfico para economizar gravações de dados em seu SSD.